# Blepharita ussuriensis
Blepharita ussuriensis är en fjärilsart som beskrevs av Leo Andrejewitsch Sheljuzhko 1915. Blepharita ussuriensis ingår i släktet Blepharita och familjen nattflyn. Inga underarter finns listade i Catalogue of Life.